# Volo 7500
Volo 7500  (Flight 7500) è un film del 2014 diretto da Takashi Shimizu e con protagonisti Jamie Chung, Leslie Bibb, Ryan Kwanten e Amy Smart. La pellicola, originariamente prevista per il 12 agosto 2012, è stata rimandata al 13 aprile 2013 e poi a una data imprecisata nel mese di ottobre, ed è stata infine spostata al 3 ottobre 2014.

## Trama
Il volo 7500 è in partenza da Los Angeles per Tokyo. I passeggeri a bordo sono Jenn insieme al suo fidanzato Jack, Brad insieme a Pia, il ladro Jake, Lance, uno strano uomo d'affari che viaggia con una scatola di legno, una giovane donna, Raquel, i due giovani sposi in luna di miele, Rick e Liz, ed infine Jacinta. Laura e Suzy sono le due hostess e accolgono tutti i loro ospiti. Rimaste da sole, Suzy chiede a Laura come stia procedendo la sua relazione con Pete, il comandante dell'aereo, che, tuttavia, è sposato con un'altra donna.
Il volo procede e i passeggeri fanno conoscenza tra di loro. A un certo punto, si verifica una leggera turbolenza: Lance non riesce a respirare e incomincia a sputare sangue. Laura, cercando di calmare la situazione, chiede se c'è un medico tra i passeggeri. Arrivano, in aiuto dell'uomo d'affari, Brad e Rick: i due cercano di aiutarlo, ma Lance ha violenti spasmi che in breve lo portano alla morte. Suzy e Laura sono costrette ad evacuare la prima classe, lasciando soltanto il cadavere di Lance. Laura avverte Pete della morte dell'uomo, ma il comandante decide di continuare verso Tokyo. La morte di Lance sconvolge la maggior parte dei passeggeri, tranne Jacinta.
Raquel intanto si chiude in bagno per usare un test di gravidanza. Mentre Laura serve delle bevande, capisce che qualcosa non va: manca l'ossigeno. Ordina quindi a tutti di allacciarsi le cinture e vengono rilasciate le maschere di ossigeno e un fumo denso inizia ad avvolgere i passeggeri. Brad prima salva due donne che non riescono a indossare la maschera e successivamente anche Pia, condividendo il suo ossigeno con lei.
Dopo un po' la situazione si normalizza e Laura riesce a salvare Raquel, rimasta chiusa nel bagno. Nel frattempo, Pete scopre che la radio dell'aereo non funziona e non si può contattare la torre di controllo dell'aeroporto di Tokyo. Il ritrovamento di una sinistra bambola, uno shinigami, tra gli effetti personali di Lance farà realizzare che stia succedendo qualcosa di terribile a bordo dell'aereo.
Dopodiché ci saranno varie morti: Jake, che morirà al piano superiore dell'aereo cercando di rubare un orologio a Lance, Raquel, che morirà mentre è in bagno con il test di gravidanza, Laura, nel tentativo di scoprire qualcosa sull'uomo deceduto, Pete, che morirà mentre pilota l'aereo, Suzy, che morirà al piano superiore dell'aereo, ed infine Jacinta che morirà dopo aver scoperto la terribile verità...
I quattro rimasti (Pia, Brad, Liz e Rick) tornando ai sedili, vedono il corpo di Raquel nel bagno (deceduta per mancanza di ossigeno) e scoprono la terribile verità, in quanto vedranno sui sedili i loro stessi corpi: in realtà tutti i passeggeri dell'aereo sono morti durante l'ultima turbolenza per mancanza d'ossigeno. I quattro, sconvolti, vedono in TV il telegiornale in cui un uomo afferma che l'aereo 7500 sta viaggiando da 5 ore con il pilota automatico, tutti sono morti, e conclude con le condoglianze alle famiglie.
Nelle ultime scene si vede Liz sola nell'aereo: attraverso i finestrini si intravede una luce bianca, lei cerca di andare verso l'uscita ma sente un rumore provenire dal posacenere e quindi lo apre, una mano esce e il film si conclude con un urlo finale di Liz...

## Distribuzione
Il primo teaser trailer del film è stato distribuito online il 1º febbraio 2012.
Il film doveva essere distribuito nelle sale statunitensi a partire dal 31 agosto 2012, ma è stato rinviato al 2014.
In Italia viene trasmesso per la prima volta il 18 marzo 2017 in prima serata su TV8.